# Дело Геолкома
Дело Геолкома (Дело сотрудников Геологического комитета) — советское репрессивное следственное дело 1928—1929 годов о так называемой «контрреволюционной организации в Геолкоме», которая по мнению ОГПУ с конца 1926 года «стремилась использовать богатейшие статистические и разведочные данные, имевшиеся в распоряжении Геолкома, для искривления хозяйственной политики Совправительства в области горной и горно-заводской промышленности и этим способствовать восстановлению в СССР буржуазно-капиталистического строя».
Входит в ряд других политических дел в СССР, времён сталинских репрессий, касающихся геологов:
- Шахтинское дело (1928)
- Дело о вредительстве в золото-платиновой промышленности (1929)
- Дело о вредительстве в нефтяной промышленности (1929—1931)
- Дело Промпартии (1930)
- Дело Академии наук (1930—1931)
- Дело о вредительской и шпионской деятельности контрреволюционных групп в геологоразведочной промышленности (1930—1932).
- Красноярское дело (1949—1950)

## История
2 марта 1928 года Г. Г. Ягода докладывал Сталину, что «эта организация руководит вредительством не только в нашей угольной промышленности, но и в других отраслях нашего хозяйства».
Объектом внимания следователей являлись «буржуазные специалисты», работавшие в Геолкоме до 1917 года.
18 ноября 1928 года, ОГПУ возбудило «Дело Геолкома», по которому прошли 32 человека (осуждены были 16 человек, трое из них расстреляны).
Обвинение по статье 58, пункт 6 (шпионаж) было выдвинуто в отношении 15 подследственных.
В апреле 1929 года показания касающиеся нефтяной промышленности, были выделены и переданы в Москву, где рассматривались как обвинения по делу о вредительстве в нефтяной промышленности.

### Репрессированные геологи
Несколько месяцев допросов во время предварительных следствий прошли (отпущены за недоказанностью обвинения):
- Е. Л. Бейрах
- Калицкий, Казимир Петрович — геолог-нефтяник, отпущен на свободу 27 сентября 1929 года
- Е. А. Магнус
- Н. Г. Малявкин
- И. К. Марков
- В. Г. Орловский
- К. Л. Островецкий
- Прокопов, Константин Андреевич — отпущен на свободу 27 сентября 1929 года
- А. Н. Фрост
- Е. П. Фрост

Среди репрессированных были:
- Гинзбург, Илья Исаакович — минералог и геохимик
- Джаксон, Михаил Николаевич — геолог-статист
- Кузбасов, Григорий Александрович
- Леднев, Николай Михайлович — геолог-нефтяник
- Ортенберг, Дмитрий Львович
- Сафронов, Николай Ильич — геолог и геохимик
- Тихонович, Николай Николаевич (1872—1952) — геолог-нефтяник
- Трофимук, Мария Леонидовна (1897-?)
- Флёров, Андрей Николаевич
- и другие[уточнить]

## Обвинения
В обвинительном заключении также было написано:

Отдельные члены этой организации, кроме того, вели вредительскую работу в разных отраслях промышленности, главным образом в нефтяной, направляя, путем дачи соответствующих заключений, разведочную инициативу подлежащих хозяйственных органов Совправительства на производство бурения в заведомо лишенных эксплуатационного эффекта местах, с целью сохранения недр для их бывших владельцев, за что получали от последних крупное денежное вознаграждение.
9 августа 1929 года по Постановлению коллегии ОГПУ:
- Расстрел: Джаксон М. Н., Решетников И. И., Вегнер Г. Н.
- 10 лет лагерей: Трофимук М. Л., Федяй А. И., Никитин И. Н., Гинзбург И. И., Флеров А. Н.
- 8 лет лагерей: Сафронов М. М.
- 5 лет лагерей: Минеев А. О., Кузбасов Г. А., Топоркова К. П.
- 3 года лагерей: Белоглазов В.Ф
- Ссылка на Крайний Север и в Сибирь на 3 года: Вегнер-Яцкевич В. Л. , Ортенберг Д. Л.